# 混元三教九流图赞碑
混元三教九流图赞碑又名三教合一碑，是少林寺大雄宝殿前钟楼旁的一塊碑，該碑高3.35米，宽1.15米，正面為小山禅师行实碑铭，碑文內文記載了少林寺24世宗师小山禅师的生平，是明朝嘉靖四十四年（1566年）由朱载堉所題寫。碑背面是混元三教九流图，混元三教九流图共分为三部分，最上面是标题混元三教九流图赞，标题下是赞语，赞语共128字，內容是講述有關三教合一的內容。赞语下是混元三教九流图。圖中涉及释迦牟尼、老子和孔子等人物，寓意儒、释、道三教合一。碑文背面是1565年同樣由朱载堉所題寫。